# Abraham Meere
Abraham Meere, né vers 1761 à Utrecht et mort le 12 novembre 1841 à Utrecht, est un facteur d'orgues néerlandais.  

## Biographie
Abraham Meere est mentionné dès 1779 comme facteur d'orgue de cabinet à six registres. Il épouse en 1784 Catharina van Hoogbetrom et s'installe dans une demeure (Groot Blankenburgh) située sur l'Oudegracht. 
Meere a construit une quarantaine d'orgues d'église, entre autres celui de l'église Saint-Laurent de Rotterdam (aménagements avec d'autres facteurs) et celui de l'église réformée Sainte-Hillegonda (Hillegondakerk) de Rotterdam, les grandes orgues de l'église Saint-Augustin d'Utrecht, de l'église Saint-Jacques d'Utrecht, de l'église réformée de Bethel à Urk (provenant d'IJsselstein), de l'église de village de Rheden. Son dernier orgue à Oudewater n'a pu être terminé car il est mort. L'orgue le plus ancien de Meere a été construit en 1790 et se trouve dans l'église de la Sainte-Croix de Maarssen.

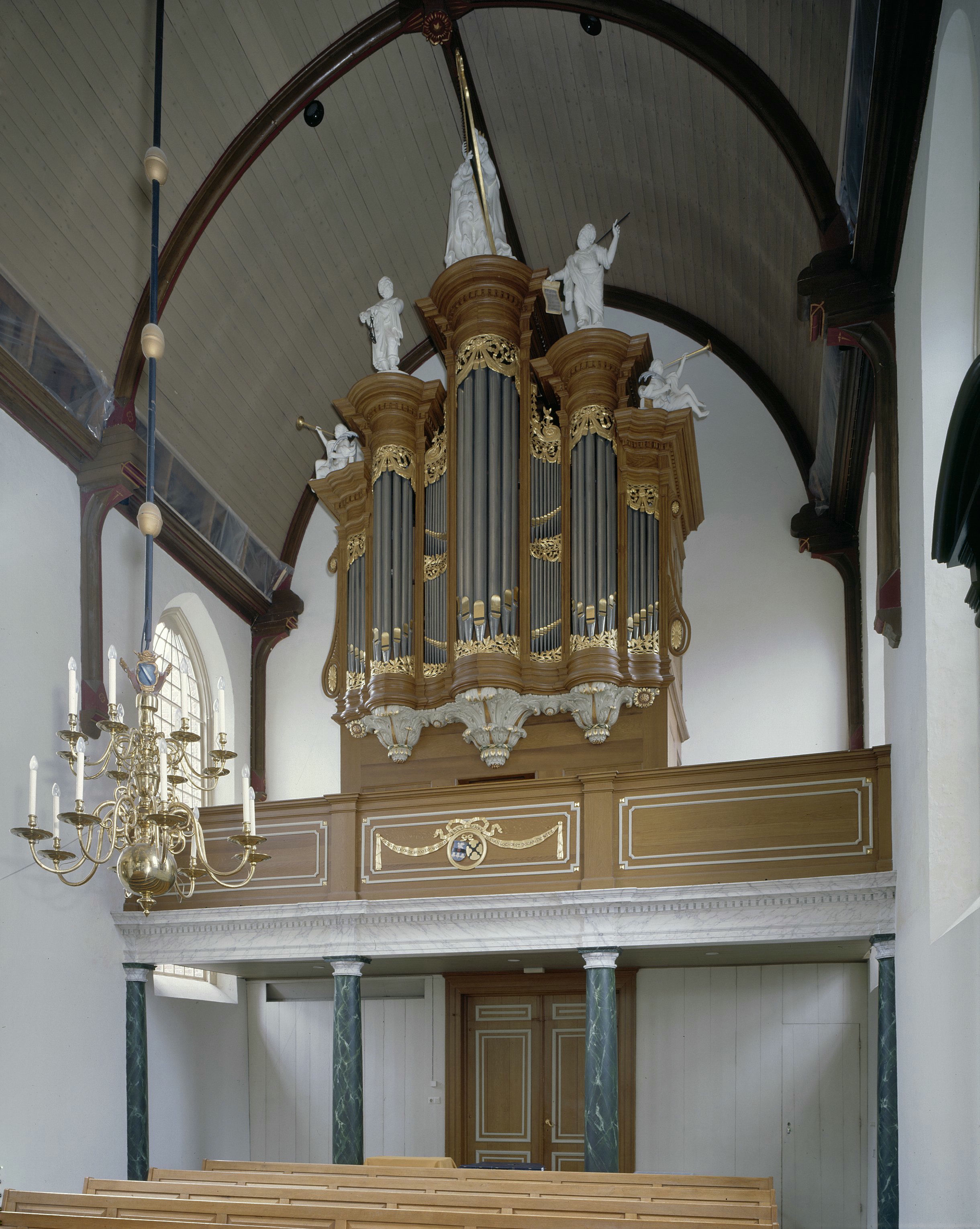
Orgue Meere construit en 1790 à l'église du village de Maarssen
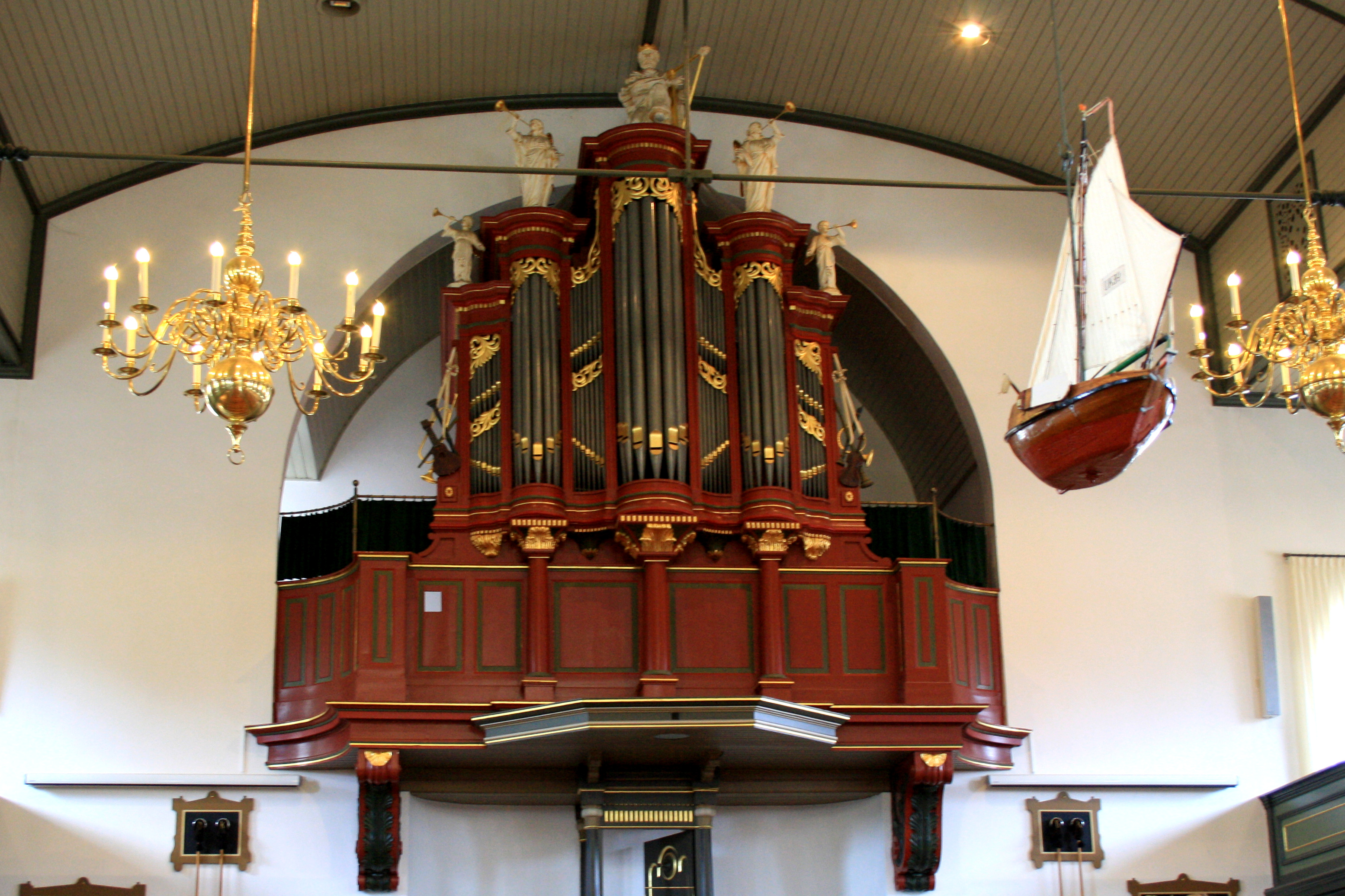
Orgue Meere construit en 1792 à l'église réformée de Bethel d'Urk, provenant d'IJsselstein
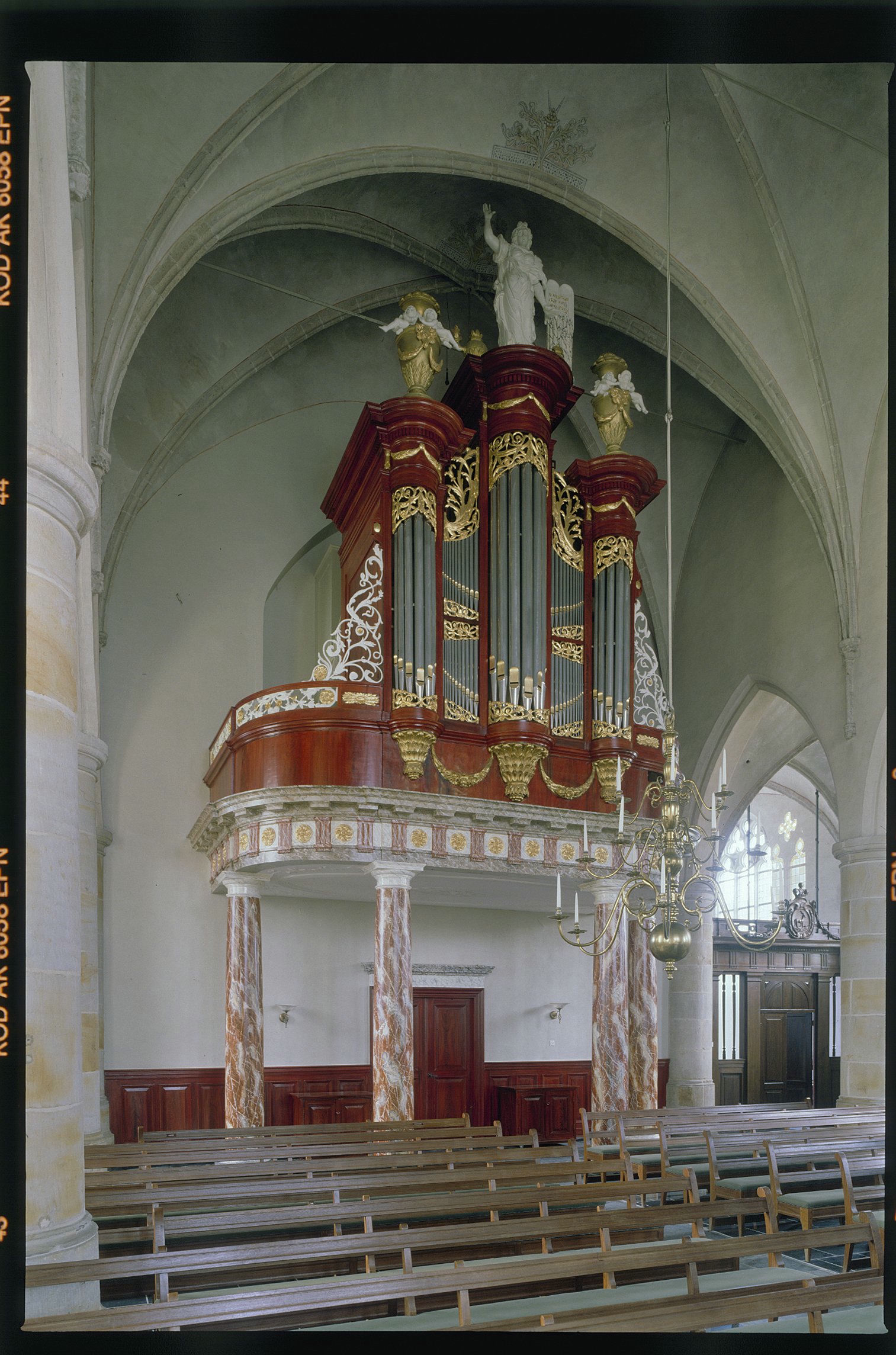
Orgue Meere construit en 1809 dans la grande église réformée d'Epe
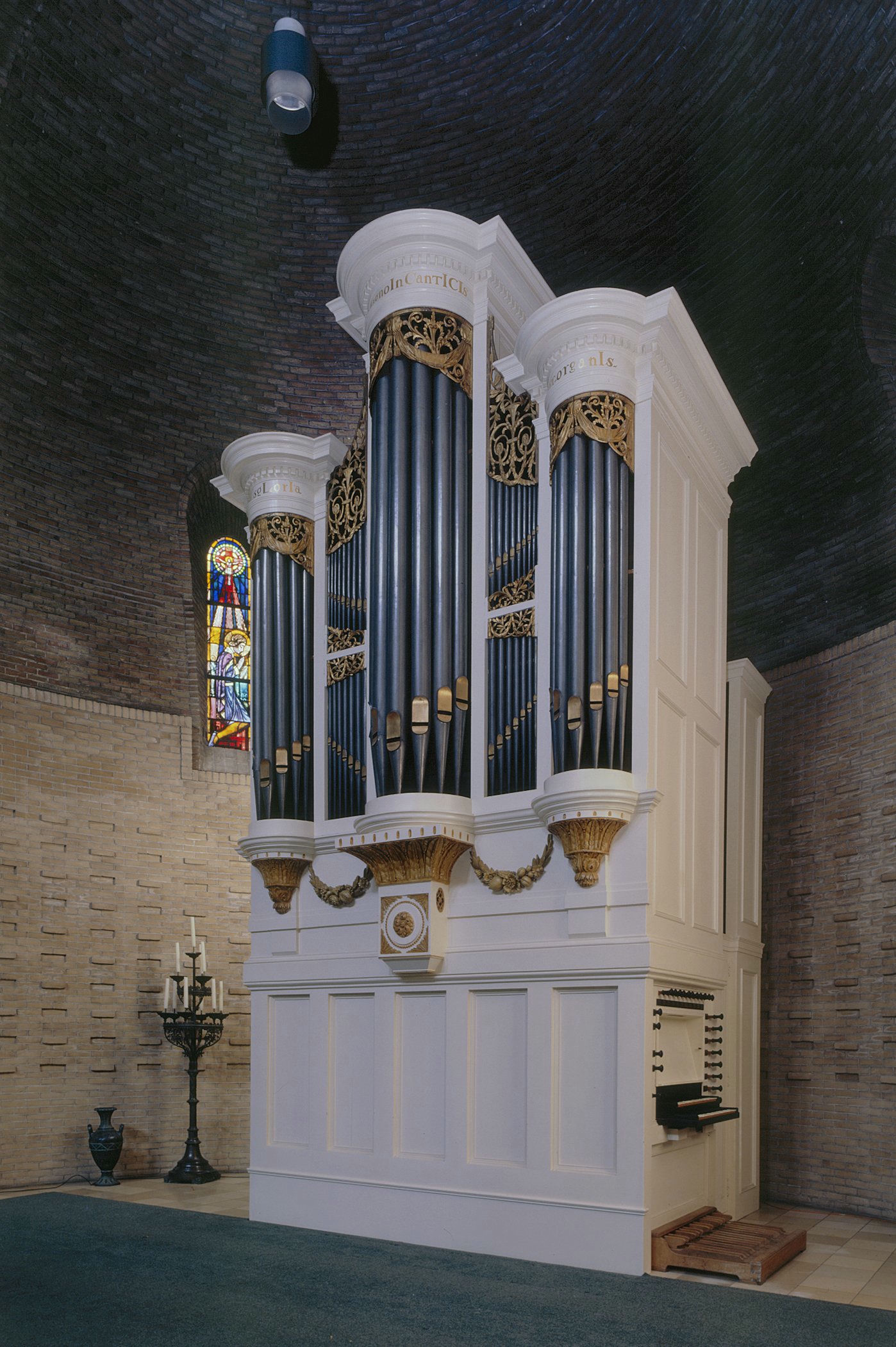
Orgue de Meere, de 1810, à l'église Saint-Louis-de-Gonzague d'Utrecht
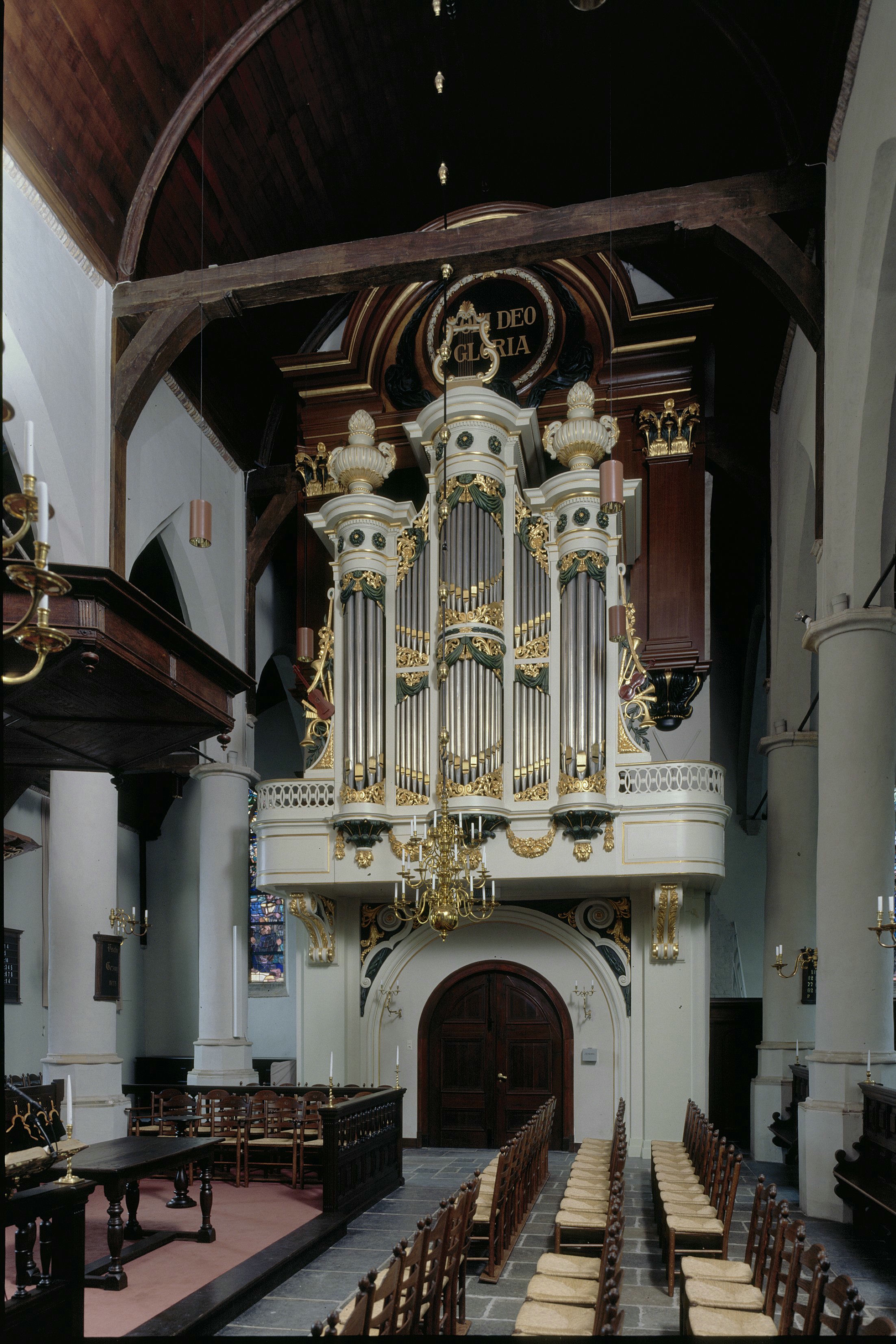
Orgue Meere construit en 1830 à la Hillegondakerk (Rotterdam)